# Bailleul-la-Vallée
Bailleul-la-Vallée település Franciaországban, Eure megyében. Lakosainak száma 97 fő (2022. január 1.). Bailleul-la-Vallée Morainville-Jouveaux, Asnières, Fontaine-la-Louvet, Fresne-Cauverville, Piencourt és Saint-Aubin-de-Scellon községekkel határos.

## Népesség
A település népességének változása:
| Lakosok száma | 120  | 145  | 119  | 134  | 123  | 123  | 114  | 102  | 100  | 97   |
|               | 1968 | 1982 | 1990 | 2006 | 2013 | 2015 | 2017 | 2019 | 2020 | 2022 |